# Verwaltungsgebäude des Moskauer Kremls

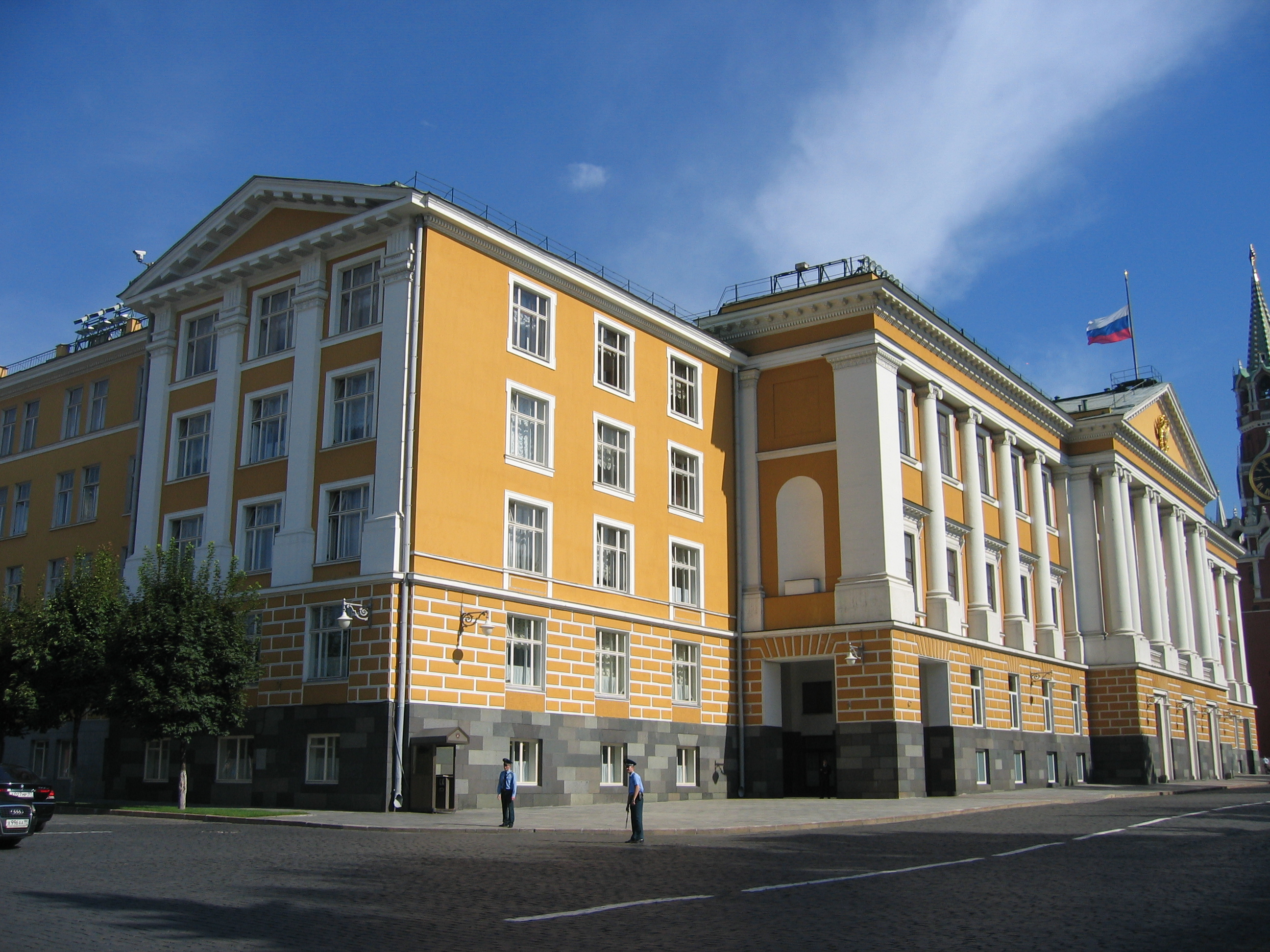
Verwaltungsgebäude des Moskauer Kremls

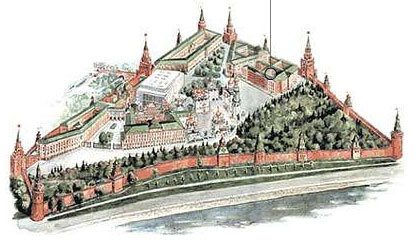
Lage im Kreml

Das Verwaltungsgebäude des Moskauer Kremls oder auch Gebäude 14 (russisch Административный корпус Кремля bzw. 14-й корпус) war ein neoklassizistisches Bauwerk aus dem Jahr 1934 in Moskau. Es stand auf dem Gelände des Kremls in unmittelbarer Nachbarschaft des Senatspalastes und des zum Roten Platz führenden Erlösertors und wurde in den Jahren 2015 und 2016 abgerissen.

## Geschichte
Das Gebäude stand genau an der Stelle des historischen Tschudow-Klosters, das im Jahre 1365 vom Metropoliten Alexius gegründet worden war, der dort dann auch seine letzte Ruhe fand. Im Jahre 1930 wurden sämtliche Bauwerke des Klosters im Zuge der großflächigen Abrissaktion von Moskauer Sakralbauten durch die bolschewistischen Machthaber zerstört. Auf dem freigewordenen Grundstück begann man sogleich mit der Errichtung des ersten aus der Sowjetepoche stammenden Gebäudes auf dem Kremlterritorium. Der Entwurf stammte von Iwan Rerberg, einem bekannten Moskauer Architekten des frühen 20. Jahrhunderts, der einige Jahre zuvor mit dem Kiewer Bahnhof sein wohl bekanntestes Bauwerk erschuf.
Fertiggestellt wurde das neue Gebäude im Jahr 1934 und somit bereits zwei Jahre nach Rerbergs Tod. Ursprünglich hatte das Bauwerk keine eigene Bezeichnung und beherbergte eine renommierte Militärschule für Kommandeure der Roten Armee. Nachdem diese Schule 1935 ins Stadtviertel Lefortowo verlegt worden war, begann die eigentliche Nutzung als Verwaltungskomplex: So zog 1938 das Sekretariat des Präsidiums des Obersten Sowjets der UdSSR hierhin. Teile der Räumlichkeiten wurden der Kommandantur des Kremls übergeben, die bis 2011 im Gebäude 14 ansässig war.
Von 1958 bis 1961 befand sich im Gebäude, genauer gesagt in einer bis zu 1200 Zuschauer fassenden Halle in dessen Inneren, ein Theater, das entsprechend seiner Lage den Namen Kreml-Theater (Кремлёвский театр) erhielt. Zu jener Zeit war der Eingang in den Kreml durch das nahe gelegene Erlösertor für die Öffentlichkeit möglich. Dies änderte sich nach Schließung des Theaters: Danach diente das Erlösertor ausschließlich als Diensteingang, und das Gebäude 14 war ebenfalls öffentlich unzugänglich.
Das Verwaltungsgebäude gehörte – neben dem Senatspalast und dem Großen Kremlpalast – offiziell zum Dienstgebäudekomplex des russischen Präsidenten. So befanden sich dort unter anderem mehrere Arbeitsräume des Präsidenten (der Hauptarbeitsraum ist jedoch im Senatspalast) sowie Sitzungs- und Empfangsräumlichkeiten. Daneben beherbergte das Gebäude verschiedene Abteilungen der russischen Präsidialverwaltung, der Kremlkommandantur, des Geheimdienstes FSO und anderer präsidentennaher Behörden.

## Architektur

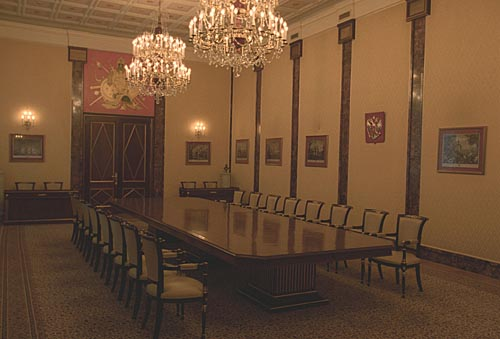
Sitzungssaal

Das vierstöckige Verwaltungsgebäude, das für Kreml-Besucher vom Iwanplatz und vom südlich angrenzenden Kremlgarten aus sichtbar war, wies einen symmetrischen dreiflügeligen Grundriss auf. Miteinander verbunden waren die drei Flügel durch einen zentralen Gebäudeteil, der zum Kremlgarten hin gewandt war. Dieser Teil, dessen Fassade von einer Säulenreihe ionischer Ordnung geziert wurde, die im mittleren Bereich von einem Giebeldach mit Flaggenmast abgeschlossen wurde, erinnerte stilistisch an russische klassizistische Verwaltungsbauten des 19. und späten 18. Jahrhunderts, zu denen auch der benachbarte Senatspalast gezählt werden kann. Die Ausgestaltung der Flügelfassaden war indes viel einfacher und unauffälliger, auch wenn das gesamte Gebäude – nicht zuletzt auch durch die gelbe Fassadenfarbe – als architektonische Ergänzung zu den bestehenden Kremlbauten in unmittelbarer Nachbarschaft (neben dem Senatspalast auch dem ebenfalls gleichfarbigen Arsenal) gedacht wurde. Generell wurde das Gebäude 14 zu einem der Beispiele des Moskauer Neoklassizismus des frühen 20. Jahrhunderts gezählt, jenem Stil also, der für Iwan Rerbergs Werke typisch war, im altrussischen Kreml-Ensemble jedoch weitgehend fehl am Platz wirkte.
Im Frühjahr 2016 wurde das Gebäude 14 abgerissen.